# Джаны-Айыл (Ошская область)
Джаны-Айыл (кирг. Жаңы-Айыл) — село в Узгенском районе Ошской области Кыргызстана. Входит в состав Заргерского аильного округа. Код СОАТЕ — 41706  255 822 03 0

## Население
По данным переписи 2023 года, в селе проживало 1 120 человек.